# 小行星10785
小行星10785（10785 Dejaiffe）是一颗绕太阳运转的小行星，为主小行星带小行星。该小行星于1991年9月4日发现。

## 轨道参数
小行星10785的轨道半长轴为2.8336890 UA，离心率为0.120。